# 同質論
同性質的（拉丁語：consubstantialis），這個拉丁文形容詞是一個特定的基督教神學用語，用來表達耶穌與上帝之間的關係，這個表述被稱為同質論（英語：Consubstantiality）。它最早是拉丁教父特土良造出的拉丁文單字，用來翻譯古希臘語：（homoousios），以形容耶穌與上帝的屬性與本質是完全相同的，隨後成為三位一體論的基本信條。

## 字源
在希臘文中，古希臘語：（ousia，存在、本質）在字源上來自於希臘文動詞 ，主要意味著一個人所擁有的獨特固有特徵。因為拉丁文中缺少現在主動分詞（present active participle），難以翻譯出古希臘語：（ousia），特土良將它翻譯成拉丁語：（性質）。拉丁文的substantia，除了代表本質（being）之外，也有物體（matter）、個體的意思在。，所以古希臘語：（相同的存在）被翻成拉丁語：（相同的個體、相同的性質）。在特土良之後，其他的拉丁教父也接受這個譯法。
因為所有的人類都享有共同的人性特質，在這個例子中，可以形容你與其他人都是本質相同的（拉丁語：consubstantialis）。因此，這個形容詞也適用於形容，耶穌與上帝具備共同的神性，與人類分享共同的人性。在325年第一次尼西亞會議中，這個字被教會採用，成為三位一體論的正統表述方法。